# Madona grecească
Madona grecească este o pictură tempera pe panou din 1460–1470 a artistului renascentist italian Giovanni Bellini. Este denumită astfel după monogramele grecești din stânga și dreapta sus și după influența majoră a icoanelor bizantine asupra picturii. Pruncul Iisus ține în mână un măr de aur, făcându-se probabil referire la Judecata lui Paris și la Maria ca fiind „noua Venus”.
Teoria lui Pellizzari, conform căreia lucrarea avea inițial un fundal auriu ca o icoană, a fost infirmată de o restaurare din 1986–1987, care a arătat că fundalul original fusese un cer albastru, văzut de o parte și de alta a unei cortine centrale. Cortina a rămas, dar cerul a fost ascuns în secolul al XVI-lea de două dungi aurii. Examinarea cu infraroșu în timpul restaurării a dezvăluit, de asemenea, pregătirea panoului cu clei și ipsos și desenul de sub clarobscur, ambele tipice pentru Bellini și ambele menționate și în Dialogo di pittura a lui Paolo Pino⁠(d) din 1548.
Când francezii au invadat Veneția la sfârșitul secolului al XVIII-lea, pictura se afla în birourile Regulatori di Scrittura din Palatul Dogilor. A fost confiscată și, în 1808, a fost repartizată noii Pinacoteci di Brera⁠(d) din Milano, unde se află în prezent.